# Tom Vek

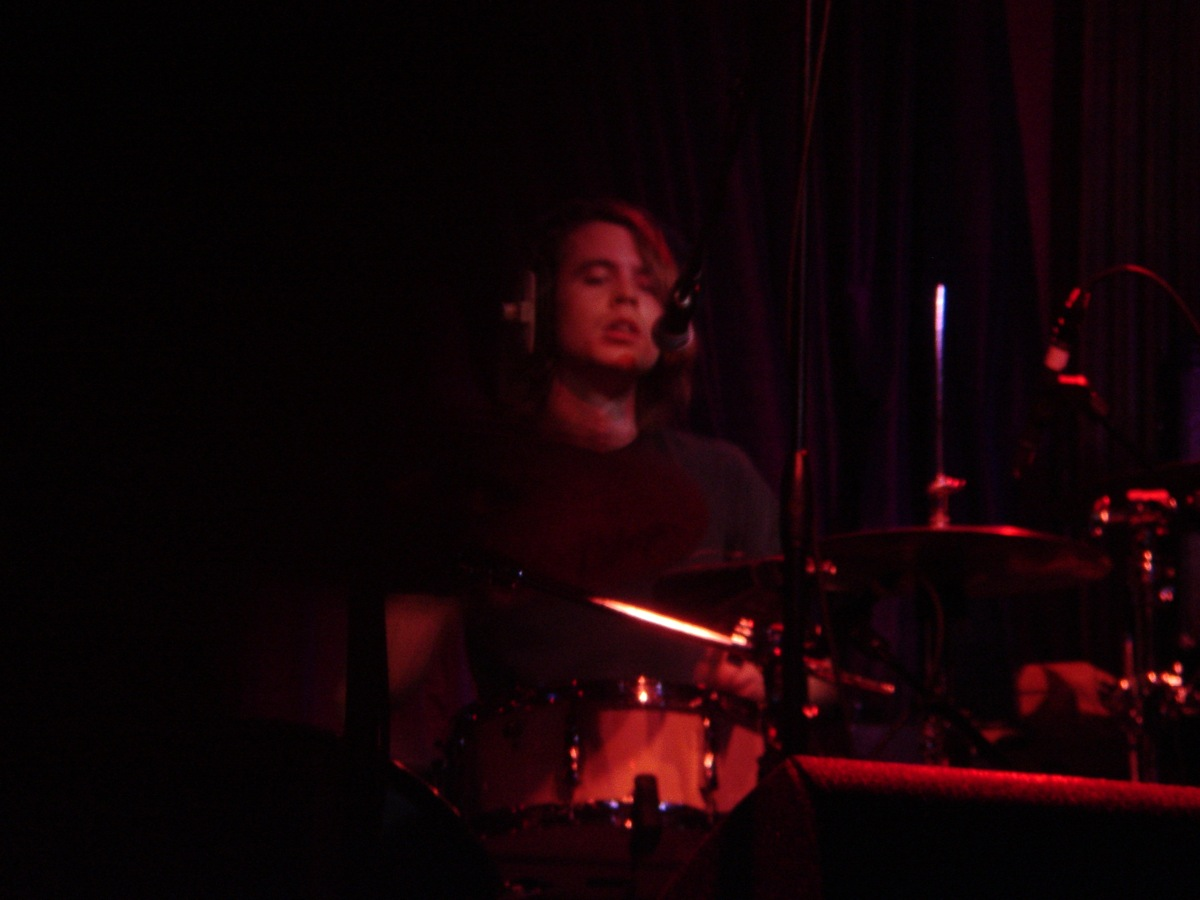
Tom Vek

Tom Vek (* 10. Mai 1981 als Tom Vernon Kell in London) ist ein britischer Musiker.

## Werdegang
Er unterschrieb 2001 einen Vertrag beim Londoner Indie-Label Tummy Touch, nachdem er acht Jahre lang in der Garage seiner Eltern Songs geschrieben und aufgenommen hatte. Die Aufnahmen zu Veks Debütalbum „We Have Sound“ fanden parallel zu seiner Grafikdesignpromotion statt. Es konnte schließlich Mitte 2004 fertiggestellt, aber erst nach Lizenzierung durch Go! Beat Records am 4. April 2005 veröffentlicht werden.
Tom Veks Musik ist ein Mix aus Indie-Rock und elektronischer Musik. Vek steuerte 2008 mit seinem Song One Horse Race zum Grand Theft Auto IV-Soundtrack bei, der eine B-Seite seiner Single Nothing But Green Lights war. Vek war zudem 2012 mit seinem Song Aroused im Forza Horizon-Soundtrack vertreten. Der Song ist Bestandteil seines zweiten Albums Leisure Seizure.

## Diskografie

### Alben
- 2005: We Have Sound
- 2011: Leisure Seizure
- 2014: Luck
- 2020: New Symbols

### Singles
- 2004: If I Had Changed My Mind
- 2004: If You Want
- 2005: I Ain't Saying My Goodbyes
- 2005: C-C (You Set The Fire In Me)
- 2005: Nothing But Green Lights
- 2011: A Chore
- 2011: Someone Loves You
- 2012: You'll Stay